# SFD 75 Düsseldorf
Der SFD ’75 Düsseldorf (offiziell: SFD ’75 – Verein für Sport und Freizeit von 1975 Düsseldorf-Süd e. V.) ist ein Sportverein aus Düsseldorf. Die erste Fußballmannschaft der Frauen nahm einmal an der Endrunde um die Deutsche Meisterschaft teil.

## Geschichte
Der Verein entstand im Jahre 1975 durch die Fusion der Vereine Tura Holthausen und SC Reisholz sowie Teilen der ehemaligen Werksportgruppe der Firma Henkel. Mit über 3.000 Mitgliedern gehört er zu den größten Sportvereinen der Stadt.

## Abteilungen
Der SFD'75 verfügt über eine Vielzahl von Abteilungen. Neben Fußball bietet der Verein auch Badminton, Basketball, Freizeit und Gesundheit, Handball, Judo, Karate, Koronarsport, Leichtathletik, Schach, Tischtennis, Turnen und Volleyball an.

### Fußball
Die Fußballerinnen des SFD ’75 wurden im Jahre 1981 Niederrheinmeister und durchbrachen die jahrelange Dominanz des KBC Duisburg. In der ersten Runde um die deutsche Meisterschaft setzten sie sich knapp gegen den VfL Wittekind Wildeshausen aus Niedersachsen durch. Das Aus kam in Runde zwei gegen den TuS Wörrstadt. Vier Jahre später verpasste die Mannschaft die Qualifikation für die neu geschaffene erstklassige Regionalliga West. Im Jahre 1990 gelang der Mannschaft der Aufstieg dorthin, wobei die Regionalliga nach der gleichzeitigen Einführung der Bundesliga nur noch zweitklassig war. Nach 13 Spieltagen der Saison 1990/91 wurde die Mannschaft zurückgezogen. Derzeit stellt der Verein keine Frauenmannschaft.
Die erste Männermannschaft trat zuletzt in der Saison 2015/16 in der Kreisliga B an. Die Abteilung brachte mit Jeron Al-Hazaimeh einen Drittligaspieler hervor.

### Judo
Die Judoabteilung des SFD’75 existiert seit der Gründung. Sie gehört mit 173 Mitgliedern (Stand 1. Januar 2023) mittlerweile zu den mitgliederstärksten Vereinen im Nordrhein-Westfälischen Judo-Verband. Die Abteilung bietet Judo an drei Standorten im Düsseldorfer Süden an.

### Leichtathletik
Die Leichtathletikabteilung organisiert den Martinslauf rund um den Unterbacher See in Düsseldorf. Der deutsche Leichtathlet Maximilian Thorwirth startet für den SFD'75 bei nationalen und internationalen Meisterschaften.